# تپه ملاط‌آباد
تپۀ ملاط‌آباد محوطه‌ای باستانی مربوط به عصر آهن و دوره‌های ساسانی و اسلامی است که در شهرستان گیلانغرب، بخش مرکزی، دهستان چله، شمال غربی و چسبیده به روستای ملاط‌آباد واقع شده‌است. این اثر در تاریخ ۲۷ اسفند ۱۳۸۶ با شمارهٔ ثبت ۲۲۳۹۵ به‌عنوان یکی از آثار ملی ایران به ثبت رسیده‌است.

## موقعیت
محوطۀ باستانی ملاط‌آباد در شمال غربی روستای ملاط‌آباد واقع در دهستان چله، در نزدیکی شهر گیلانغرب واقع شده‌است.

## قدمت
با انجام عملیات گمانه‌زنی در شهریور ۱۴۰۳ مشخص شد که قدمت این محوطه به دورۀ ساسانی و اسلامی بازمی‌گردد. در این پروژه ۲۶ گمانه روی محوطه حفاری شد. دو برجستگی به نام‌های «یاوکُل یک» و «یاوکُل دو» در این محوطه وجود دارد که ۳۰۰ متر از یکدیگر فاصله دارند. در این گمانه‌زنی بیشتر یافته‌های باستان‌شناسی از این دو برجستگی کشف شد. علاوه بر این بقایایی از معماری باستانی به شکل سنگ‌چین، تعدادی گورهای مربوط به دوران اسلامی و برخی مواد فرهنگی که عمدتاً اشیای سفالی هستند در مرتفع‌ترین نقطۀ تپه به‌دست آمد.

## کاربری
احتمال داده شده که محوطۀ باستانی ملاط‌آباد در دورۀ ساسانی به شکل تک‌دوره، سکونتگاهی دائمی بوده باشد. همچنین با توجه به تعدد آتشکده‌های موجود در گیلانغرب، این احتمال نیز مطرح شده که یک آتشکده در این محوطه وجود داشته باشد.

### بقایای بنای ساسانی
در جریان تعیین عرصه و حریم این محوطه، با کاوش تپۀ یاوکُل ۲ بقایایی از یک بنای مربوط به دورۀ ساسانی کشف شد. بخش زیادتر این بنا از بین رفته و تنها پشته‌ای کوچک به ارتفاع ۲ متر و مساحتی حدود ۷۰۰ متر مربع باقی‌مانده‌است. تیم کاوش احتمال داده‌اند که این بنا یک آتشکده بوده‌باشد.

## تعیین عرصه و حریم
در شهریور ۱۴۰۳ عملیات گمانه‌زنی به منظور تعیین عرصه و حریم محوطۀ باستانی ملاط‌آباد گیلانغرب انجام شد. تا پیش از انجام این عملیات، تصور می‌شد مساحت محوطه در حدود ۱۵ هکتار باشد، اما با حفر این گمانه‌ها مشخص شد که محوطۀ باستانی ملاط‌آباد مساحت چندان گسترده‌ای نداشته و کمتر از این میزان است.

## آسیب‌ها
طی دهه‌های گذشته بخش‌هایی از این محوطه به دلیل ساخت جاده و بخشی نیز به دلیل توسعۀ شهری و ساخت‌وساز واحدهای مسکونی تخریب شده‌ است.